# بارويرسيفاك (أرارات)
مدينة بارويرسيفاك (بالأرمينية:Պարույր Սեւակ) (بالإنجليزية: Paruyr Sevak)‏ هي إحدى المدن التابعة لمقاطعة أرارات في أرمينيا. يقدر عدد سكانها بـ 682 نسمة حسب الإحصاء الذي جرى عام 2011.